# Plator sinicus
Plator sinicus is een spinnensoort uit de familie Trochanteriidae. De soort komt voor in China.